# Catherine Russell
Catherine Russell (Nueva York Estados Unidos, 1956) es una cantante de jazz y de blues.

## Inicios
Su padre, Luis Russell, fue mucho tiempo el director musical de Louis Armstrong y su madre, Carline Ray, estaba diplomada a la vez en la Juilliard y en la Manhattan School of Music, que colaboró con la gran Mary Lou Williams y tocó el bajo y actuó con la Internacional Sweethearts of Rhythm durante la Segunda Guerra Mundial.
De 2002 a 2004, Russell colaboró con David Bowie como miembro de su grupo, asegurando los coros y tocando la guitarra, los teclados y las percusiones en las giras Heathen Tour, A Reality Tour y su álbum de 2003 Reality.

## Carrera

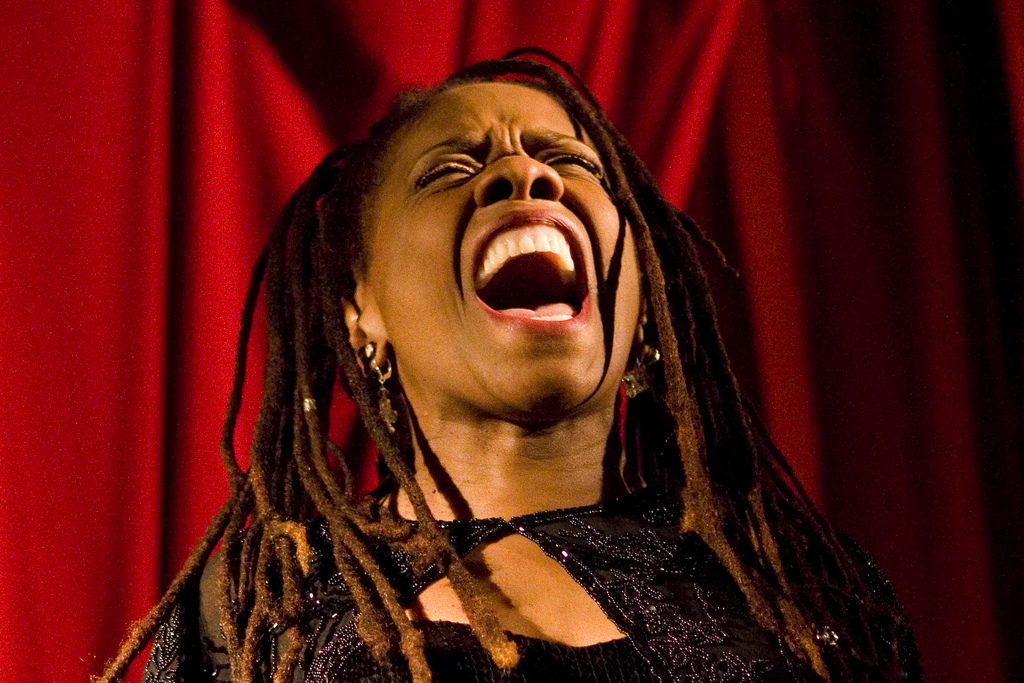

En 2004, cuando Bowie cesa de hacer giras, Catherine ha indicado que deseaba volcarse en su carrera como cantante solista de jazz y de blues. A partir de entonces está resultado una intérprete respetada de estándares populares u olvidados. Ha concebido totalmente cinco álbumes muy bien producidos (uno cada dos años), apoyados por una planificación intensiva de giras en Asia, Australia, Europa y Estados Unidos.
Sus raíces de jazz profundas y auténticas, la buena reputación de sus prestaciones, sus conciertos de entidad en salas dedicadas al jazz y a otras músicas (como el Carnegie Hall y el Lincoln Center) han hecho que Russell sea célebre en el medio del jazz y la han convertido, en enero de 2014, en la segunda artista femenina más vendida en varios hit-parades dedicados al jazz.
Su recuperación de la canción de 1920 "Crazy Blues" ha sido utilizada en el episodio 10 de la primera temporada de la serie Boardwalk Empire de HBO. Esta canción estaba en el disco de la banda original que ha ganado en 2012 el Grammy Award de la mejor compilación para los medios de comunicación visuales en la 54.º ceremonia de los Grammy Awards.
Russell se ha convertido en una de los intérpretes más versátiles y dinámicas del jazz, ya sea con acompañamiento de un piano solitario o una banda de Barrelhouse. A menudo rememora la época de apogeo de Bessie Smith pero también interpreta con el ardor de las grandes cantantes de su linaje de jazz principal.
Su voz ha sido descrita como "una reminiscencia de muchos de los grandes cantantes de jazz y blues. Su fraseo es impecable y su entrega relajada y sin esfuerzo'". The New York Times declaró que sus actuaciones proyectan "una fuerza, buen humor e inteligencia que envuelven la sala en un ambiente de bonhomie". Su interpretación de la melodía de Irving Berlin "Harlem on My Mind" fue muy elogiada por el Jazz Times que declaró que "si hay una respuesta actual a Dinah Washington, seguramente es Catherine Russell: el mismo fraseo de destreza vocal de blues se encuentra con la estilista de jazz; el mismo poder de la fuerza del espresso; la misma claridad inmaculada; la misma capacidad de cambiar sin problemas de atrevido a torchy".
La versión de Russell de la canción de 1920 "Crazy Blues" se utilizó en el episodio "The Emerald City" del drama de HBO Boardwalk Empire. Esta canción fue incluida en una grabación de la banda sonora que ganó en 2012 por el Premio Grammy a la mejor banda sonora para medios visuales en la 54a entrega de los Premios Grammy.
En 2019, Russell apareció como personaje en el largometraje biográfico Bolden!, sobre el primer intérprete de jazz Buddy Bolden. Interpretó la canción popular de blues "Make Me a Pallet on the Floor". El mismo año, lanzó su séptimo álbum, Alone Together, a través de Dot Time Records.

## Discografía

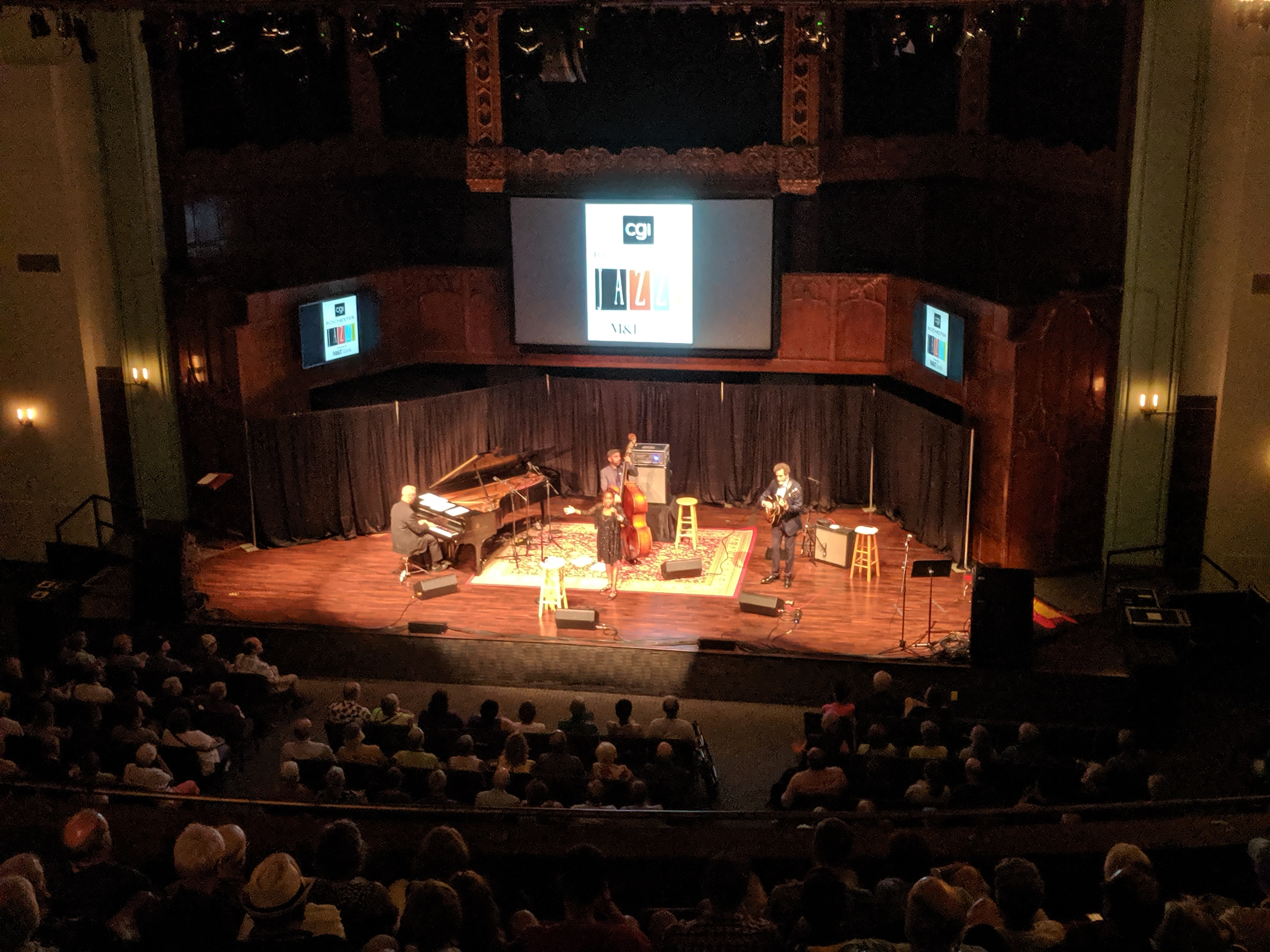
Rochester Jazz Festival 2019 CatherineRussell

### En solitario
- Cat (2006)
- Sentimental Streak (2008)
- Inside This Heart of Mine (2010)
- Strictly Romancin' (2012)
- Bring It Back (2014)
- Harlem on My Mind (2016) Nominado al Grammy para Best Jazz Vocal Album
- Alone Together (2019)[17]
- Send For Me (2022)

### Como colaboradora
- Amina Claudine Myers - Amina (Novus, 1988)

- Electric Dirt - Levon Helm (Vocals, Guest Artist) 2009 Grammy Award Winner
- Midnight Souvenirs - Peter Wolf (Vocals - Background) 2010
- Feed My Soul - The Holmes Brothers (Vocals - Background, Cowbell, Mandolin) 2010
- Matthew Morrison - Matthew Morrison (Choir / Chorus) 2011
- Cicada - Hazmat Modine (Vocals - Background) 2011
- Sunken Condos - Donald Fagen (Vocals - Background) 2012
- Brotherhood - The Holmes Brothers (Vocals - Background) 2013
- 13 Live - Jimmy Vivino & The Black Italians (Vocals - Lead & Background) 2013
- The River and The Thread - Rosanne Cash (Vocals - Background) 2014 Multiple Grammy Award Winner
- Tales from the Realm of The Queen of Paradise - Suzanne Vega (Vocals -Background) 2014
- Love and Hate - Joan Osborne (Vocals - Background) 2014
- Great Big World - Tony Trischka (Lead Vocal) 2014
- Soultime! - Southside Johnny & The Asbury Jukes (Vocals - Background) 2015
- Didn't It Rain - Amy Helm (Vocals - Harmony & Background) 2015
- This Is Where I Live - William Bell (Vocals - Background) 2016 Grammy Award Winner
- A Cure For Loneliness - Peter Wolf (Vocals - Background) 2016
- Duke Robillard And His Dames of Rhythm - Duke Robillard (Lead Vocal) 2017